# Vetenskapsåret 1706

## Händelser
- William Jones föreslår att grekiska bokstaven π ("pi") ska beteckna förhållandet mellan cirkelns omkrets och diameter i sitt verk Synopsis Palmariorum Matheseos.
- John Machin beräknar π med 100 decimaler, med hjälp av en ny snabbkonvergerande arc-tangens-serie.
- Giovanni Battista Morgagni publicerar Adversaria anatomica, den första i en serie studier av människans anatomi.
- Francis Hauksbee rapporterar till Royal Society att ett glasrör som attraherar mässingsbitar efter gnidning inte längre attraherar mässingen efter kontakt med den.

## Födda
- 17 januari - Benjamin Franklin (död 1790), amerikansk vetenskapsman, politiker och uppfinnare.
- 28 januari - John Baskerville (död 1775), engelsk tryckare och uppfinnare.
- 12 maj - François Boissier de Sauvages de Lacroix (död 1767), fransk läkare och botaniker.
- 10 juni - John Dollond (död 1761), engelsk optiker.
- 17 december - Émilie du Châtelet (död 1749), fransk fysiker.

## Avlidna
- Jeanne Dumée, fransk astronom.